# Nicolas Jaar
Nicolas Jaar (ur. 10 stycznia 1990 w Nowym Jorku) – muzyk pochodzenia amerykańsko-chilijskiego, założyciel i właściciel niezależnej wytwórni płytowej Clown & Sunset działającej w latach 2009 do 2013, która to została zamknięta na rzecz nowo powstałej wytwórni Other People.

## Życiorys
Nicolas Jaar jest synem Alfredo Jaara i Evelyne Maynard. W wieku dwóch lat przeprowadził się wraz z rodziną do Chile – kraju, z którego pochodzi jego ojciec. Nicolas mieszkał tam przez sześć lat, zanim cała rodzina przeprowadziła się z powrotem do Stanów Zjednoczonych. Osiedli w Nowym Jorku, a młody muzyk uczęszczał tam do szkoły średniej (Lycée Français de New York). Po ukończeniu liceum podjął studia na kierunku literaturoznawstwo porównawcze na Uniwersytecie Browna w Rhode Island.
W 2004 roku podczas szkolnej wycieczki na pustynię Sonora znajdującą się w Meksyku, Jaar spotkał Soul Keita i Nikitę Quasim. Cała trójka interesowała się muzyką, a od czasu spotkania zaczęli wymieniać się drogą mailową pomysłami i projektami. W roku 2009 Jaar założył Clown & Sunset, żeby nadać ich współpracy charakter formalny. W sierpniu 2013, Jaar zlikwidował Clown & Sunset na rzecz, opartej na subskrypcji, nowej marki Other People.
Jaar czerpie inspirację z m.in. ze stylu minimal techno, które podobnie jak jego utwory skupia uwagę słuchacza na drobnych niuansach dźwiękowych. Większość utworów ma tempo 100 bpm lub niższe, czyli znacznie odbiegające od standardów muzyki house i techno, gdzie najczęściej stosowany zakres to 120-130 bpm. W wywiadzie dla Resident Advisor Jaar powiedział, że zamierza utrzymywać tę tendencję w swoich utworach ("I'm going to keep taking the beats even slower,") i zasugerował, że dzięki temu zabiegowi więcej może wydarzyć się pomiędzy pojedynczymi uderzeniami ("More unintentional things happen between the beats."). Ponadto w swoich kompozycjach Jaar łączy wspomniane już motywy muzyki elektronicznej z elementami zaczerpniętymi z klasyki gatunków takich jak soul, czy blues. Sam o swoim stylu mówi: "blue-wave".
31 stycznia 2011 wydał swój debiutancki album Space Is Only Noise, który otrzymał notę 8.4 oraz tytuł Best New Music od Pitchfork, a także cztery gwiazdki od The Guardian. Resident Advisor, Mixmag i Crack Mag zaklasyfikowały album muzyka na pierwszym miejscu swoich rankingów, przyznając mu tym samym tytuł albumu roku. W tej samej kategorii Space Is Only Noise uplasował się na drugiej pozycji w DJ Mag i na 20 w Pitchfork. Pod koniec roku 2011 utwór "Don't Break My Love" otrzymał nagrodę dla Najlepszego Nowego Utworu od Pitchfork.
Jaar wybrał się w trasę koncertową promującą album wraz z zespołem muzyków, w skład którego zaliczali się: gitarzysta, perkusista, saksofonista. Jaar podczas występów robił improwizacje, które zaowocowały pierwszym miejscem na liście Top Live Act 2012 portalu Resident Advisor.
Polski portal screenagers.pl umieścił Space Is Only Noise na 24 pozycji w rankingu najlepszych albumów roku 2011.
18 maja 2012 Nicolas Jaar zadebiutował w BBC Radio 1 Essential Mix (cotygodniowa audycja radiowa). Jego występ został ogłoszony najlepszym w 2012 roku (Radio 1's Essential Mix Of The Year 2012).
Debiutancki album grupy Darkside, której członkiem jest Nicolas, został wydany 4 października 2013.
W marcu 2014 Jaar współpracował z Sashą Spielberg co zaowocowało wydaniem singla zatytułowanego "Don't Tell Me."
W lutym 2015 Nicolas Jaar za pomocą serwisu YouTube zaprezentował skomponowaną przez siebie, alternatywną wersję ścieżki dźwiękowej do filmu Kwiat Granatu (1969).
28 lipca 2012 Nicolas Jaar zagrał na festiwalu muzyki elektronicznej Audioriver, który organizowany jest w Płocku.

## Dyskografia

### Albumy studyjne
| Rok  | Album |
| ---- | --- |
| 2016 | Sirens Wydany: 30 września 2016 Wytwórnia: Other People Format: Vinyl, CD, Download                           |
| 2011 | Space Is Only Noise - Wydany: 31 stycznia 2011 - Wytwórnia: Circus Company - Format: CD, digital download, LP |

### EP
| Rok  | Szczegóły |
| ---- | --- |
| 2015 | Nymphs II - Wydany: 11 maja 2015 - Wytwórnia: Other People - Format: Vinyl                                   |
| 2011 | Don't Break my Love - Wydany: 1 listopada 2011 - Wytwórnia: Clown & Sunset - Format: Download                |
| 2011 | Nico's Bluewave Edits - Wydany: 10 lipca 2011 - Wytwórnia: W+L Black - Format: Vinyl                         |
| 2010 | Love You Gotta Lose Again - Wydany: 5 października 2010 - Wytwórnia: Double Standard Records - Format: Vinyl |
| 2010 | Time For Us / Mi Mujer - Wydany: 25 lipca 2010 - Wytwórnia: Wolf + Lamb Music - Format: Vinyl                |
| 2010 | Marks & Angles - Wydany: 17 maja 2010 - Wytwórnia: Circus Company - Format: Vinyl                            |
| 2010 | Russian Dolls - Wydany: 5 marca 2010 - Wytwórnia: Clown and Sunset - Format: Download                        |
| 2008 | The Student - Wydany: 5 kwietnia 2008 - Wytwórnia: Wolf + Lamb Music - Format: Download                      |

### Ścieżki dźwiękowe do filmów
| Rok  | Szczegóły |
| ---- | --- |
| 2015 | Pomegranates - Nieoficjalny nowy soundtrack do filmu Kwiat Granatu (1969) - Wydany: 22 lutego 2015 - Wytwórnia: Other People - Format: Streaming video (YouTube)                                                   |
| 2015 | Dheepan - Oficjalny soundtrack do filmu Dheepan (2015) - Wydany: 22 maja 2015 - Produkcja: Why Not Productions, France 2, Page 114 - Nagrody: Złota Palma dla najlepszego filmu na 68. Festiwalu Filmowym w Cannes |

### Remixy
| Rok  | Artysta                    | Utwór                                                                  | Tytuł                                    |
| ---- | -------------------------- | ---------------------------------------------------------------------- | ---------------------------------------- |
| 2009 | No Regular Play            | "Owe Me"                                                               |                                          |
| 2010 | Azari & III                | "Into the Night"                                                       |                                          |
| 2010 | DJ T.                      | "Gorilla Hug"                                                          |                                          |
| 2010 | Ellen Allien               | "Flashy Flashy"                                                        |                                          |
| 2010 | Kasper Bjørke              | "Heaven"                                                               |                                          |
| 2010 | Maceo Plex                 | "Gravy Train"                                                          |                                          |
| 2010 | Matthew Dear               | "You Put a Smell On Me"                                                |                                          |
| 2010 | Michael Jackson            | "Billie Jean"                                                          | Nico's Rework                            |
| 2010 | Kasper Bjørke              | "Heaven"                                                               |                                          |
| 2010 | The Bees                   | "Winter Rose"                                                          |                                          |
| 2011 | Architecture in Helsinki   | "W.O.W"                                                                |                                          |
| 2011 | Mike & The Censations      | "Theres Nothing I Can Do About It"                                     | Nico's Bluewave Edit                     |
| 2011 | Missy Elliott              | "Work It"                                                              | Nico's Bluewave Edit                     |
| 2011 | Sneaky Sound System        | "Big"                                                                  | Always By Your Side (Nicolas Jaar Remix) |
| 2011 | The Blow                   | "Hey Boy"                                                              | Nico's Bluewave Edit                     |
| 2011 | When Saints Go Machine     | "Fail Forever"                                                         |                                          |
| 2012 | Cat Power                  | "Cherokee"                                                             |                                          |
| 2012 | Chet Faker                 | "Terms and Conditions"                                                 |                                          |
| 2012 | Mike James Kirkland        | "What My Last Girl Put Me Through (There's Nothing I Can Do About It)" |                                          |
| 2012 | Shlohmo                    | "Rained the Whole Time"                                                |                                          |
| 2013 | Brian Eno                  | "Lux"                                                                  |                                          |
| 2013 | Grizzly Bear               | "Sleeping Ute"                                                         |                                          |
| 2014 | The Hellen Hollins Singers | "Consolation"                                                          | Nicolas Jaar Edit                        |
| 2015 | Florence and the Machine   | "What Kind of Man"                                                     |                                          |

### Do tej pory nie zostały wydane
Utwory te prezentowane były na żywo lub grane w mixach przez co do tej pory nie zostały wydane.
| Rok  | Artysta           | Utwór                                | Tytuł                               |
| ---- | ----------------- | ------------------------------------ | ----------------------------------- |
| 2009 | Stretch           | "Why Did Ya Do It"                   | Nico's Edit                         |
| 2009 | Mulatu Astatke    | "Yegelle Tezeta"                     | Nico's Edit                         |
| 2010 | Luca C & Brigante | "Lucio"                              | Nicolas Jaar & Dave Harrington Edit |
| 2011 | The Enticers      | "Thief"                              | Nicolas Jaar Live Set Edit          |
| 2011 | Wendy Rene        | "After Laughter Comes Tears"         | Nicolas Jaar Edit                   |
| 2012 | LaShun Pace       | "It’s Me Oh Lord (Acapella Praise) " | Nicolas Jaar Edit                   |